# 서울송파경찰서
서울송파경찰서(서울松坡警察署, Seoul Songpa Police Station)는 서울특별시경찰청이 관할하는 경찰서이다. 서울특별시 송파구 일원을 관할한다. 서울특별시 송파구 중대로 221 (가락동)에 위치하고 있다.
서장은 경무관으로 보한다.

## 조직
| - 112종합상황실 - 청문감사관 - 경무과 - 생활안전과 | - 여성청소년과 - 지능범죄수사과 - 경제범죄수사과 - 형사과 | - 교통과 - 경비과 - 정보과 - 보안과 |

## 관할 지구대
서울송파경찰서는 5개 지구대와 5개 파출소를 산하에 두고 있다.
| 명칭       | 사진 | 주소                      | 관할구역                     | 치안센터                     |
| ---------- | ---- | ------------------------- | ---------------------------- | ---------------------------- |
| 방이지구대 |      | 앙재대로71길 5-6 (방이동) | 방이1·2동, 송파1·2동, 오륜동 | 송파1치안센터 오륜치안센터   |
| 잠실지구대 |      | 올림픽로 101 (잠실동)     | 잠실본·2·3·7동               | 잠실본치안센터 잠실5치안센터 |
| 삼전지구대 |      | 백제고분로 238 (삼전동)   | 삼전동, 석촌동, 가락1동      | 석촌치안센터 가락1치안센터   |
| 가락지구대 |      | 중대로 179 (가락동)       | 가락본·2동, 문정2동          | 가락2치안센터 문정2치안센터  |
| 문정지구대 |      | 새말로15길 9 (문정동)     | 문정1동, 장지동, 위례동      | 장지치안센터                 |
| 마천파출소 |      | 마천로41길 8 (마천동)     | 마천1·2동                    | 마천1치안센터                |
| 거여파출소 |      | 거마로10길 9 (거여동)     | 거여1·2동                    |                              |
| 풍납파출소 |      | 토성로 64 (풍납동)        | 풍납1·2동                    | 풍납1치안센터                |
| 오금파출소 |      | 마천로8길 17 (오금동)     | 오금동                       |                              |
| 신천파출소 |      | 올림픽로35길 12 (신천동)  | 잠실4·6동                    | 월드치안센터                 |

## 같이 보기
- 서울특별시지방경찰청